# Émile Thoulouse
Pour les articles homonymes, voir Thoulouse.
Émile Thoulouse, né le 8 décembre 1859 à Toulouse (Haute-Garonne) et mort le 16 février 1929 à L'Isle-Jourdain (Gers), est un homme politique français.

## Biographie
Émile Thoulouse est docteur en droit, avocat à Toulouse. Il est maire de L'Isle-Jourdain, conseiller général du canton de L'Isle-Jourdain de 1886 à 1898 puis de 1910 à 1919. Il sera président du conseil général puis député du Gers de 1893 à 1898, siégeant à gauche, sur les bancs républicains.

## Sources
- « Émile Thoulouse », dans le Dictionnaire des parlementaires français (1889-1940), sous la direction de Jean Jolly, PUF, 1960 [détail de l’édition]